# منطقة التبت ذاتية الحكم
منطقة التبت ذاتية الحكم أو منطقة زيزانغ ذاتية الحكم، وتدعى التبت أو زيزانغ إختصاراً (بالصينية: 西藏؛ بالبينيين: زيزانغ؛ بالتبتية: བོད་، بالويلي: بود) هي منطقة ذاتية الحكم على مستوى المقاطعة في جمهورية الصين الشعبية. تم إنشاؤها في عام 1965 على أساس إدماج التبت في جمهورية الصين الشعبية في عام 1951.
داخل الصين، والتي تم تحديدها التبت باعتبارها منطقة الحكم الذاتي. وقد وضعت الحدود الحالية للتبت عموما في القرن ال18 وتشمل ما يقرب من نصف التبت العرقية والثقافية. تعد منطقة التبت ذاتية الحكم ثاني أكبر مقاطعة في الصين من حيث المساحة بعد سنجان وتمتد على مساحة 1200000 كيلومتر مربع (460,000 ميل مربع). ولكن تعد المقاطعة الأقل كثافة سكانية في الصين ويرجع ذلك إلى تضاريسها الوعرة ومناخها القاسي.

## التاريخ
لايزال علماءُ التاريخِ المعاصرون يجادلون حول طبيعة العلاقات بين التبت وسلالة مينغ الصينية (1368-1644) وما إذا كان لمينغ السيادة على التبت بعد الغزو المغولي للتبت ووضع التبت تحت حكم يوان الإداري في القرنين ال13 وال14. في حين ظلت التبت رسميا محمية من الصين وتحت الحكم الإداري لسلالة تشينغ (1644-1912) منذ 1720، إلا أنه تم حل سلطانها خلال 1912-1950 ووضعها ضمن الصين الأصلية نتيجة ثورة شينهاي وتركيز الحكومة المركزية القتال ضد الغزو الياباني خلال الحرب العالمية الثانية. وكانت الأجزاء أخرى من التبت العرقية والثقافية (شرق خام وأمدو) أيضا تحت إدارة حكومة السلالة الصينية منذ منتصف القرن الثامن عشر. هذه الأجزاء تتوزع اليوم بين محافظات تشينغهاي وقانسو وسيتشوان ويونان. (انظر أيضا: محافظة شيكانغ)
في عام 1950، هزم جيش التحرير الشعبي الصيني الجيش التبتي في معركة وقعت بالقرب من مدينة شامدو. وفي عام 1951، وقع ممثلو التبت إتفاق 17 نقطة مع الحكومة الشعبية المركزية الصينية تؤكد سيادة الصين على التبت وإدماج التبت. تم التصديق على الاتفاق في لاسا بعد بضعة أشهر.
على الرغم من أن اتفاق ال17 نقطة وفر لإدارة الحكم الذاتي من قبل الدالاي لاما تم إنشاء «اللجنة التحضيرية لمنطقة الحكم الذاتي في التبت» (PCART) في عام 1955 وذلك كنظام مواز للإدارة يتبع مباشرة الحكم الشيوعي. ولكن الدلاي لاما فر إلى الهند في عام 1959 وتخلى عن اتفاق 17 نقطة. ثم تأسست منطقة التبت ذاتية الحكم في عام 1965 مما جعل التبت تقسيماً إدارياً يعادل وضع المحافظة الصينية.

## تعريف بالإقليم
التبت هو اقليم يقع في جنوب غرب الصين وتقع حدوده مع اقليم كشمير ونيبال والهند وبورما وتركستان الشرقية إلى جانب عدة ولايات صينية، ويعد أعلى هضبة في العالم ولذلك يسمى ب «سقف العالم». وهذا الإقليم ذو أغلبية تبتية تدين بالبوذية، كما يدين بعض سكانه بالإسلام والكاثوليكية. وهو معترف به
رسميا كأقليم يحظى بحكم ذاتي تحت السيادة الصينية، وعاصمته لاهاسا (لاسا), ومساحته حوالي مليون و220 ألف كيلو متر مربع ويعد 12.8% من مساحة الصين الكلية. أما التبت بالنسبة للتبتيين فهي التبت الكبرى التي تضم التبت الصينية إضافة إلى إقليم تشينخاي ومساحات واسعة من إقليم سيتشوان ومناطق أخرى تصل مساحتها إلى 5.2 مليون كيلو متر مربع، علماً بأن مساحة الصين تصل إلى نحو 6.9 ملايين كيلو متر مربع. ومن المعروف ان الصين من الدول التي تتميز بتعددية عرقية ويضم من بينها أتراك ومنغوليون والتاى والتبتيون وهم يشكلون كلهم حوالى 5% من سكان الصين، وأما الأغلبية الباقية من السكان فهم من عرق «الهان» الذين يتميزون بمستوى ثقافى واجتماعى أفضل من باقى الجماعات العرقية والتي من أجل ذلك تشعر بالكراهية تجاه الهان وهو أحد ابعاد ازمة التبت، فالحزب الشيوعى الصينى ذو الكوادر من الهان له سجل حافل بإساءة معاملة الأقليات. أيضاً الصين بها تعددية دينية حيث توجد الكونفوشية والتاوية والبوذية والإسلام والمسيحية وهذه الديانات بدورها تنقسم إلى طوائف وبالنسبة للتبت فإن سكانها يكونون جماعة اثنيه عاشت فيها منذ قرون ويعتنقون الديانة البوذية اللامية.